# Бем, Дэрил
Дэрил Бем (англ. Daryl J. Bem; род. 10 июня 1938, Денвер) — социальный психолог и почётный профессор в Корнеллском университете. Является создателем теории самовосприятия. Он исследовал явления парапсихологии, группового принятия решений; проводил психодиагностику за счёт анализа почерка; а также изучал психологию личности.

## Молодость и образование
Получил степень бакалавра в области физики в Рид-колледже в Портленде (штат Орегон) в 1960 году, и начал свою дипломную работу в Массачусетском технологическом институте. Движение за гражданские права чернокожих в США только началось, и он настолько заинтересовался меняющимся отношением к десегрегации на американском Юге, что решил сделать карьеру социального психолога, специализирующегося на отношениях и общественном мнении. Он получил докторскую степень по социальной психологии в Мичиганском университете в 1964 году.

## Карьера
Преподавал в университете Карнеги-Меллона, Стэнфорде, Гарварде и Корнеллском университете.
Он давал показания в подкомитете Сената США о психологических последствиях полицейского допроса, служил в качестве эксперта в судебных делах, связанных с дискриминацией по признаку пола.

### Теория самовосприятия
В 1972 году Бем предложил теорию самовосприятия, в которой предлагается другой механизм изменения отношения, нежели тот, который был предложен ранее Леоном Фестингером в теории когнитивного диссонанса. Хоть эти 2 теории кажутся противоречивыми, факты свидетельствуют о том, что теория диссонанса и теория самовосприятия объясняют различные аспекты того, как люди приспосабливают свои взгляды, интересы и поведение друг к другу. Теория диссонанса объясняет, как люди меняют свое отношение, когда они оказываются в оппозиции к уже существующим отношениям, в то время как теория самовосприятия объясняет, как люди в первую очередь создают своё отношение.
В соответствии с теорией самовосприятия люди выводят своё отношение из собственного поведения аналогично тому, как это может сделать любой сторонний наблюдатель. Например, точно так же, как человек может наблюдать, как кто-то другой произносит речь за Фиделя Кастро, и сделать вывод, что он выступает за Кастро, следовательно, человек, которого просят выступить с такой речью, будет считать себя более склонным к интересам Кастро.
В 1970 году Бем и Кит Макконнелл продемонстрировали, что люди часто не знают об изменениях отношения, вызванных их поведением. Вместо этого люди считают, что взгляды, которых они в настоящее время придерживаются, это взгляды, которых они придерживались всегда.